# Arrius Aper
Pour les articles homonymes, voir Aper.
Aper (Arrius Aper) est Préfet du prétoire en 284 et beau-père de l'empereur Numérien.

## Biographie
Il est accusé par plusieurs sources, dont l'Histoire Auguste, d'avoir demandé à sa faction de tuer son gendre Numérien, au retour d'une expédition militaire contre les Perses. Il aurait profité du fait que l'empereur était déjà affaibli par une maladie ophtalmique et devait rester allongé dans une litière, pour dissimuler son meurtre.
Bien qu'ayant nié le meurtre, il est tué par l'empereur Dioclétien devant l'armée à sa prise de pouvoir.
Il est peut-être identifiable avec un autre Aper (L. Flavius Aper) mentionné dans des inscriptions et qui était praeses de Pannonie inférieure.